# Якана мала
Якана мала (Microparra capensis) — вид сивкоподібних птахів родини яканових (Jacanidae).

## Поширення
Вид поширений у країнах Субсахарської Африки (Ангола, Ботсвана, Буркіна-Фасо, Бурунді, Камерун, Центральноафриканська республіка, Чад, Демократична Республіка Конго, Кот-д'Івуар, Ефіопія, Кенія, Малаві, Малі, Мавританія, Мозамбік, Намібія, Нігер, Нігерія, Руанда, Сьєрра-Леоне, Південна Африка, Судан, Есватіні, Танзанія, Уганда, Замбія та Зімбабве). Мешкає на водно-болотних угіддях та водоймах з рясною поверхневою рослинністю.

## Опис
Довжина цього птаха становить від 15 до 18 см при масі близько 41 г.